# 북방짱구고래
북방짱구고래(Hyperoodon ampullatus)는 부리고래과에 속하는 고래의 일종이다. 짱구고래속에 속하는 2종 중의 하나이다. 19세기와 21세기 초에 노르웨이와 영국에서 대량으로 포획했다. 포유류 중에서 가장 깊이 잠수하는 종의 하나로 알려져 있으며, 그 깊이는 1453m에 이른다.

## 같이 보기
- 고래류의 종 목록

## 참고 자료
- Bottlenose Whales in the Encyclopedia of Marine Mammals Shannon Gowans, 1998. ISBN 0-12-551340-2
- National Audubon Society Guide to Marine Mammals of the World Reeves et al., 2002. ISBN 0-375-41141-0.
- Whales, Dolphins and Porpoises Carwardine, 1995. ISBN 0-7513-2781-6